# 耸立航空
耸立航空（Aerolift）是一家总部位於南非約翰內斯堡Bryanston的航空公司。这家成立於2002年的耸立航空提供不定期的客運及貨運服務。

## 機隊
截止2007年3月，耸立航空的機隊情况如下 ：
- 1架安托諾夫An-12
- 1架安托諾夫An-26
- 1架安托諾夫An-32
- 1架安托諾夫An-72
- 1架伊留申-76
- 1架洛歇三星

## 事故
在2009年2月20日,一架耸立航空的安托諾夫An-12飛機墜毀，於埃及的樂蜀國際機場起飛時引擎著火，所有五名機組人員死亡。
在2009年3月9日一架伊留申-76在烏干達的恩德培国际机场起飛後，在維多利亞湖內墜毀，全部11人死亡。

## 外部連結
- Aerolift

## 備註
1. 1 2  . 國際航行. 2007-03-27: 48.
2. ↑  . 地球時代.   [2009年2月20日]. （原始内容存档于2020年11月29日）.